# Iglesia de Nuestra Señora de Gracia (Alosno)
La Parroquia de Nuestra Señora de Gracia es un templo católico situado en la localidad de Alosno, en la provincia de Huelva (España).

## Historia
El edificio actual se asienta sobre el anterior templo mudéjar, levantado en el siglo XV al crearse el núcleo de Alosno. Esta iglesia tenía tres naves con capillas en sus cabeceras. A finales del siglo XVIII, con una importante expansión demográfica y la concesión del título de villa, la iglesia original quedó pequeña, solicitando las autoridades civiles y religiosas al Arzobispado de Sevilla la ampliación del templo primitivo.
En 1784, el arquitecto José Álvarez dictamina el mal estado del edificio existente, proponiendo la construcción de una nueva planta con una sola nave y capillas entre contrafuertes, respetando la cabecera de la anterior construcción. No obstante, un nuevo informe del arquitecto Fernando de Rosales al año siguiente aconseja el derribo de la capilla mayor, diseñando una nueva cabecera con sacristía y dependencias anexas. El 11 de junio de 1785 ya estaban realizados los cimientos. El templo quedó terminado a mediados de 1793.
Como buena parte de las iglesias de la provincia, sufrió el asalto y destrucción de su patrimonio en 1936, coincidiendo con el inicio de la Guerra Civil.

## Descripción
El templo presenta una única nave, flaqueada por capillas laterales salvo en el crucero. La nave se cubre con bóveda del cañón, mientras que el transepto tiene cúpula de media naranja sobre pechinas. A los pies del templo se encuentra la portada principal. Su vano es de medio punto, enmarcado por parejas de pilastras y arquitrabe con remates. Las portadas laterales tienen un diseño gemelo, con arco de medio punto flanqueado por pilastras y arquitrabe. Sobre la puerta hay un óculo elíptico entre pilastras. La torre, situada a los pies del edificio, tiene campanario con vanos de medio punto entre pilastras y chapitel piramidal.
La parroquia es presidida actualmente por un retablo neobarroco, donado en 1941 por María Sebastiana Limón Caballero, condesa de Barbate. En su hornacina central figura la Virgen de Gracia, patrona de la localidad, esculpida en 1942 por José Rivera García. Completan el programa iconográfico del retablo los relieves de la Anunciación, la Visitación y la Asunción y las tallas del Crucificado, San José y San Juan Bautista, patrón de la villa. En el mismo presbiterio se conservan seis sitiales de la antigua sillería del coro, obras de finales del siglo XVIII o principios del XIX exornadas con relieves de santos y profetas en sus respaldos.
En el lado izquierdo del crucero se encuentra el retablo de la Virgen del Rosario, obra barroca del segundo tercio del siglo XVIII. El resto de la imaginería del templo es de los años de posguerra. La Virgen del Carmen, de Manuel Cerquera, fue tallada en 1945. El taller de Miguel Hierro construyó su retablo en 1956. El conjunto de Santa Ana con la Virgen Niña de Antonio Bidón (1942) se inspira en el grupo de Montes de Oca de la Iglesia del Salvador de Sevilla. Ocupa una capilla costeada en 1931 por Manuel Borrero y Ana María Delgado. La Virgen de la Merced ocupa la capilla contigua a la bautismal. Es una imagen de vestir tallada por Antonio Castillo Lastrucci en 1941. El escultor local José Pérez Conde talló en 1969 a la Virgen del Rosario que ocupa el retablo del brazo derecho del crucero.
El templo también conserva varias de las imágenes procesionales que componen la Semana Santa alosnera. La Virgen de los Dolores es una talla de autor desconocido de 1945. El Nazareno fue adaptado a partir de una imagen de Jesús atado a la columna.
Entre el ajuar litúrgico destaca la pila bautismal, labrada hacia 1685 por Miguel de Castro, cantero natural de Aroche. Cuenta también con un cáliz y un portaviático de plata de finales del siglo XVII.